# Zbigniew S. Kowalski
Zbigniew Stanisław Kowalski (ur. 1949) – polski matematyk. Absolwent z 1972 Uniwersytetu Wrocławskiego. Od 2005 profesor na Wydziale Podstawowych Problemów Techniki Politechniki Wrocławskiej .